# Paul Martin
Paul Edgar Philippe Martin (Windsor (Ontario), 28 d'agost de 1938) va ser el 21è Primer ministre del Canadà ocupant el càrrec entre 2003 i 2006. Conegut també com a Paul Martin Jr. (ja que el seu pare, Paul Joseph James Martin és més conegut com a Paul Martin Sr.)

## Biografia
Martin fou ministre de Finances en els governs de Jean Chrétien del 1993 al 2002, eliminant el dèficit del Canadà i va registrar cinc superàvits pressupostaris consecutius, va pagar el deute nacional i va establir la relació deute/PIB del Canadà en un camí constant a la baixa.
El 2002, anticipant-se a la jubilació de Chrétien, Martin i altres havien començat a fer campanya per al nou lideratge del Partit Liberal. Les tensions entre Chrétien i Martin que van culminar el juny de 2002 amb la destitució de Paul Martin del seu càrrec de ministre de Finances però aquesta maniobra no va permetre a Jean Chrétien mantenir el seu lideratge i va anunciar la seva retirada de la vida política per avançat a l'agost de 2002. Paul Martin fou elegit cap del Partit Liberal el 14 de novembre i Chrétien deixà el poder el el 12 de desembre de 2003.

### Primer ministre
Martin esdevingué en primer ministre el 12 de desembre de 2003 després de la dimissió de Chrétien. Després de les eleccions federals de Canadà de 2004, Martin va mantenir el poder tot i que passà a liderar un govern en minoria amb el suport extern del Nou Partit Democràtic (NPD) de Jack Layton. Sota el lideratge de Martin, el govern federal va arribar a l'Acord de Kelowna de 2006, un consens amb els pobles indígenes, nacions métis i líders inuits del Canadà per eliminar els dèficits de les Primeres Nacions en finançament, salut, educació i habitatge.
Forçat per una moció de confiança de Partit Conservador del Canadà (PCC), Bloc Québécois i NPD el 28 de novembre de 2005, convocà eleccions anticipades el 2006, que van ser guanyades amb un estret marge pels conservadors de Stephen Harper, que formà govern en minoria. Martin refusà convertir-se en líder opositor, continuant com a líder del partit liberal fins una nova convenció del partit lliurant les seves funcions parlamentàries al líder provisional Bill Graham. i el 18 de març de 2006 dimití com a líder del partit, deixant el càrrec en mans de Graham.

### Després de primer ministre
Des de retirar-se de la política canadenca activa, Martin ha estat assessor del Fons Monetari Internacional i de la Coalició per al Diàleg sobre Àfrica. També treballa amb la Iniciativa Familiar Martin, que ajuda els joves dels pobles indígenes.